# Wereldbeker schaatsen 2009/2010 - 500 meter mannen
De Wereldbeker schaatsen 2009/10 - 500 meter mannen begon op 6 november 2009 in Berlijn en eindigde in maart 2010 in Heerenveen. Titelverdediger was de Chinees Yu Fengtong, hij werd opgevolgd door de Amerikaan Tucker Fredricks.
Deze wereldbekercompetitie was tevens het kwalificatietoernooi voor de Olympische Winterspelen van 2010.

## 2008/09 Eindpodium
| Medaille | Atleet              | Punten |
| -------- | ------------------- | ------ |
| Goud:    | Yu Fengtong         | 1086   |
| Zilver:  | Keiichiro Nagashima | 957    |
| Brons:   | Tucker Fredricks    | 642    |

## Podia
| Wedstrijd:     | Goud:                             | Tijd  | Zilver:                            | Tijd     | Brons:                                     | Tijd     |
| Berlijn        | Lee Kang-Seok Zuid-Korea          | 34,80 | Lee Kyou-Hyuk Zuid-Korea           | 35,02    | Keiichiro Nagashima Japan                  | 35,13    |
| Berlijn        | Tucker Fredricks Verenigde Staten | 35,06 | Lee Kang-Seok Zuid-Korea           | 35,10(0) | Lee Kyou-Hyuk Zuid-Korea                   | 35,10(5) |
| Heerenveen     | Keiichiro Nagashima Japan         | 34,98 | Tucker Fredricks Verenigde Staten  | 35,00    | Ronald Mulder Nederland                    | 35,07    |
| Heerenveen     | Joji Kato Japan                   | 34,98 | Jan Smeekens Nederland             | 35,02    | Lee Kang-Seok Zuid-Korea                   | 35,13    |
| Calgary        | Mika Poutala Finland              | 34,38 | Joji Kato Japan                    | 34,45    | Jamie Gregg Canada                         | 34,45    |
| Calgary        | Lee Kyou-Hyuk Zuid-Korea          | 34,28 | Mika Poutala Finland               | 34,38    | Tucker Fredricks Verenigde Staten          | 34,50    |
| Salt Lake City | Lee Kyou-Hyuk Zuid-Korea          | 34,26 | Yuya Oikawa Japan                  | 34,27    | Mika Poutala Finland                       | 34,31    |
| Salt Lake City | Lee Kyou-Hyuk Zuid-Korea          | 34,26 | Lee Kang-Seok Zuid-Korea           | 34,28    | Tucker Fredricks Verenigde Staten          | 34,35    |
| Erfurt         | Jan Smeekens Nederland            | 34.97 | Yuya Oikawa Japan                  | 35.10    | Ronald Mulder Nederland                    | 35.25    |
| Erfurt         | Jan Smeekens Nederland            | 35.20 | Yuya Oikawa Japan                  | 35.21    | Mika Poutala Finland Dmitry Lobkov Rusland | 35.22    |
| Heerenveen     | Jan Smeekens Nederland            | 34.99 | Tucker Fredericks Verenigde Staten | 35.01    | Ronald Mulder Nederland                    | 35.24    |
| Heerenveen     | Jan Smeekens Nederland            | 35.05 | Ronald Mulder Nederland            | 35.19    | Akio Ota Japan                             | 35.35    |

## Eindstand
| #  | Naam                 | BER1 | BER2 | HVN1 | HVN2 | CAL1 | CAL2 | SLC1 | SLC2 | ERF1 | ERF2 | HVN3 | HVN4 | Totaal |
| -- | -------------------- | ---- | ---- | ---- | ---- | ---- | ---- | ---- | ---- | ---- | ---- | ---- | ---- | ------ |
| 1  | Tucker Fredricks     | 16   | 100  | 80   | 50   | 32   | 70   | 50   | 70   | 60   | 50   | 120  | 90   | 788    |
| 2  | Jan Smeekens         | 36   | 28   | 50   | 80   | 16   | 32   | –    | –    | 100  | 100  | 150  | 150  | 742    |
| 3  | Mika Poutala         | 60   | 50   | 45   | 60   | 100  | 80   | 70   | 36   | 50   | 70   | 36   | 45   | 702    |
| 4  | Yuya Oikawa          | 21   | 14   | 36   | 32   | 60   | 40   | 80   | 45   | 80   | 80   | 24   | 75   | 587    |
| 5  | Ronald Mulder        | 18   | 24   | 70   | 45   | 45   | 36   | –    | 28   | 70   | 6    | 105  | 120  | 567    |
| 6  | Lee Kang-seok        | 100  | 80   | 60   | 70   | 28   | 45   | 60   | 80   | —    | —    | —    | —    | 523    |
| 7  | Lee Kyou-hyuk        | 80   | 70   | —    | 21   | 50   | 100  | 100  | 100  | —    | —    | —    | —    | 521    |
| 8  | Keiichiro Nagashima  | 70   | 45   | 100  | 36   | 40   | 21   | 45   | 50   | —    | —    | —    | —    | 407    |
| 9  | Joji Kato            | 45   | 18   | 10   | 100  | 80   | 60   | 36   | 24   | —    | —    | —    | —    | 373    |
| 10 | Akio Ota             | 11   | 25   | 24   | 14   | 10   | 10   | 28   | 16   | 36   | 45   | 45   | 105  | 369    |
| 11 | Ryohei Haga          | 40   | 60   | 18   | 5    | 24   | 14   | 12   | 12   | 45   | 32   | 75   | 24   | 361    |
| 12 | Jamie Gregg          | —    | —    | 12   | 40   | 70   | —    | 32   | 60   | 32   | 24   | 40   | 32   | 342    |
| 13 | Dmitry Lobkov        | 6    | 12   | 0    | 15   | 4    | 19   | 25   | 4    | 40   | 70   | 90   | 36   | 321    |
| 14 | Mun Jun              | 25   | 45   | 40   | 18   | 36   | 24   | 6    | —    | —    | —    | —    | —    | 194    |
| 15 | Zhongqi Zhang        | 32   | 36   | 32   | 28   | 8    | 28   | 14   | 14   | —    | —    | —    | —    | 192    |
| 16 | Mo Tae-bum           | 10   | 6    | 4    | 19   | 21   | 50   | 40   | 32   | —    | —    | —    | —    | 182    |
| 17 | Kyle Parrott         | —    | —    | 19   | 25   | 18   | 12   | 24   | 18   | 14   | 14   | 16   | 16   | 176    |
| 18 | Maciej Ustynowicz    | 19   | 6    | 2    | 11   | 11   | 4    | 19   | 25   | 10   | 12   | 32   | 14   | 165    |
| 19 | Nico Ihle            | 6    | 8    | 0    | 6    | 2    | 6    | 11   | 15   | 21   | 21   | 28   | 40   | 164    |
| 20 | Yu Fengtong          | 12   | 21   | 16   | 16   | 19   | 11   | 18   | 40   | —    | —    | —    | —    | 153    |
| 21 | Shani Davis          | 15   | 19   | 28   | 24   | 14   | 16   | 21   | 10   | 5    | —    | —    | —    | 152    |
| 22 | Pekka Koskela        | 50   | 16   | 8    | 6    | 12   | 0    | —    | —    | —    | —    | 14   | 18   | 124    |
| 23 | Stefan Groothuis     | 24   | 10   | 21   | 8    | 0    | 0    | —    | —    | 16   | 36   | —    | —    | 115    |
| 24 | Samuel Schwarz       | 4    | 0    | 1    | 0    | 0    | 0    | —    | 0    | 25   | 18   | 21   | 28   | 97     |
| 25 | Mike Ireland         | —    | —    | 8    | 8    | 25   | 18   | 16   | 21   | —    | —    | —    | —    | 96     |
| 26 | Lee Ki-ho            | 14   | 32   | 14   | 12   | 0    | 0    | 10   | 6    | —    | —    | —    | —    | 88     |
| 27 | Simon Kuipers        | 2    | —    | —    | —    | 6    | 8    | —    | —    | 28   | 40   | —    | —    | 84     |
| 28 | Espen Aarnes Hvammen | —    | —    | —    | —    | —    | —    | —    | —    | 19   | 25   | 18   | 21   | 83     |
| 29 | Vincent Labrie       | 5    | 0    | 0    | 0    | 15   | 15   | 15   | 19   | 6    | 8    | —    | —    | 83     |
| 30 | Ermanno Ioriatti     | —    | —    | 11   | 1    | 8    | 0    | 6    | 11   | 12   | 28   | —    | —    | 77     |
| 31 | Liu Fangyi           | 8    | 1    | 10   | 25   | 6    | 8    | 8    | 8    | —    | —    | —    | —    | 74     |
| 32 | Brent Aussprung      | 28   | 5    | 6    | 4    | —    | —    | 0    | 0    | 8    | 10   | —    | —    | 61     |
| 33 | Jeremy Wotherspoon   | —    | —    | —    | —    | —    | 25   | —    | 5    | 24   | —    | —    | —    | 54     |
| 34 | Mark Tuitert         | 8    | 8    | 0    | 0    | —    | —    | —    | —    | 18   | 16   | —    | —    | 50     |
| 35 | Wang Nan             | 2    | 15   | 6    | 0    | 0    | 0    | 8    | 8    | —    | —    | —    | —    | 39     |
| 36 | Markus Puolakka      | 0    | 0    | 0    | 0    | 0    | 0    | 1    | 6    | 8    | 19   | —    | —    | 34     |
| 37 | Roman Krech          | 0    | 0    | 0    | —    | 0    | —    | 0    | —    | 11   | 15   | —    | —    | 26     |
| 38 | Tuomas Nieminen      | 0    | 0    | 0    | 0    | 0    | 0    | 4    | 4    | 6    | 11   | —    | —    | 25     |
| 39 | Michel Mulder        | —    | 4    | 15   | 4    | —    | —    | —    | —    | —    | —    | —    | —    | 23     |
| 40 | Yevgeny Lalenkov     | —    | —    | —    | —    | 0    | —    | 0    | —    | 15   | —    | —    | —    | 15     |
| 41 | Nick Pearson         | 0    | 11   | 0    | 0    | 0    | 0    | 0    | 2    | —    | —    | —    | —    | 13     |
| 42 | Muncef Ouardi        | 3    | 4    | 0    | 0    | 0    | 2    | 2    | —    | —    | —    | —    | —    | 11     |
| 43 | Frank Steiner        | 0    | —    | 0    | 0    | 0    | —    | —    | —    | 0    | 8    | —    | —    | 8      |
| 44 | Zhang Yaolin         | 4    | —    | 0    | 2    | 0    | 0    | 0    | 1    | —    | —    | —    | —    | 7      |
| 45 | Joey Lindsey         | —    | —    | —    | —    | —    | —    | —    | —    | —    | 6    | —    | —    | 6      |
| 46 | Denny Morrison       | 1    | —    | —    | —    | —    | —    | —    | —    | 4    | 0    | —    | —    | 5      |
| 47 | Maciej Biega         | 0    | 0    | 0    | 0    | 0    | 0    | 0    | 0    | 0    | 4    | —    | —    | 4      |
| 48 | Matthias Schwierz    | —    | —    | —    | —    | —    | —    | —    | —    | 1    | 2    | —    | —    | 3      |
| 49 | Daniel Greig         | —    | —    | —    | —    | 0    | —    | 0    | —    | 2    | 0    | —    | —    | 2      |
| 49 | Richard MacLennan    | 0    | 2    | —    | —    | —    | —    | —    | —    | —    | —    | —    | —    | 2      |
| 51 | Matthew Plummer      | 0    | 0    | 0    | 0    | 0    | 0    | 0    | 0    | 0    | 1    | —    | —    | 1      |
| 51 | Sergey Chadayev      | 1    | 0    | 0    | 0    | 0    | 0    | —    | 0    | —    | —    | —    | —    | 1      |
| 51 | Aleksandr Lebedev    | 0    | 0    | 0    | 0    | 1    | —    | —    | 0    | —    | —    | —    | —    | 1      |
| 51 | Jan Bos              | —    | —    | —    | —    | —    | 1    | 0    | 0    | —    | —    | —    | —    | 1      |

## Wereldbekerwedstrijden
Hier volgt een overzicht van de top 10 per wereldbekerwedstrijd en de Nederlanders.

### Berlijn

#### Eerste Race
| rang   | schaatser           | tijd  | punten |
| ------ | ------------------- | ----- | ------ |
| Goud   | Lee Kang-Seok       | 34,80 | 100    |
| Zilver | Lee Kyou-Hyuk       | 35,02 | 80     |
| Brons  | Keiichiro Nagashima | 35,13 | 70     |
| 4      | Mika Poutala        | 35,17 | 60     |
| 5      | Pekka Koskela       | 35,23 | 50     |
| 6      | Joji Kato           | 35,32 | 45     |
| 7      | Ryohei Haga         | 35,37 | 40     |
| 8      | Jan Smeekens        | 35,40 | 36     |
| 9      | Zhongqi Zhang       | 35,42 | 32     |
| 10     | Brent Aussprung     | 35,45 | 28     |
|        |                     |       |        |
| 11     | Stefan Groothuis    | 35,46 | 24     |
| 13     | Ronald Mulder       | 35,49 | 18     |
| 18     | Mark Tuitert        | 35,69 | 8      |
| 23     | Simon Kuipers       | 36,11 | 2      |

#### Tweede Race
| rang   | schaatser           | tijd     | punten |
| ------ | ------------------- | -------- | ------ |
| Goud   | Tucker Fredricks    | 35,06    | 100    |
| Zilver | Lee Kang-Seok       | 35,10(0) | 80     |
| Brons  | Lee Kyou-Hyuk       | 35,10(5) | 70     |
| 4      | Ryohei Haga         | 35,22(0) | 60     |
| 5      | Mika Poutala        | 35,22(8) | 50     |
| 6      | Mun Joon            | 35,26(9) | 45     |
| 6      | Keiichiro Nagashima | 35,26(9) | 45     |
| 8      | Zhongqi Zhang       | 35,27    | 36     |
| 9      | Lee Ki-Ho           | 35,31    | 32     |
| 10     | Jan Smeekens        | 35,35    | 28     |
|        |                     |          |        |
| 11     | Ronald Mulder       | 35,37    | 24     |
| 17     | Stefan Groothuis    | 35,60    | 10     |
| 18     | Mark Tuitert        | 35,69    | 8      |
|        |                     |          |        |
| B7     | Michel Mulder       | 35,86    | 4      |

### Heerenveen1

#### Eerste Race
| rang   | schaatser           | tijd  | punten |
| ------ | ------------------- | ----- | ------ |
| Goud   | Keiichiro Nagashima | 34,98 | 100    |
| Zilver | Tucker Fredricks    | 35,00 | 80     |
| Brons  | Ronald Mulder       | 35,07 | 70     |
| 4      | Lee Kang-Seok       | 35,10 | 60     |
| 5      | Jan Smeekens        | 35,17 | 50     |
| 6      | Mika Poutala        | 35,18 | 45     |
| 7      | Mun Joon            | 35,20 | 40     |
| 8      | Yuya Oikawa         | 35,22 | 36     |
| 9      | Zhongqi Zhang       | 35,25 | 32     |
| 10     | Shani Davis         | 35,28 | 28     |
|        |                     |       |        |
| 12     | Stefan Groothuis    | 35,43 | 21     |
|        |                     |       |        |
| B3     | Michel Mulder       | 35,72 | 15     |
| B32    | Mark Tuitert        | DSQ   | 0      |

#### Tweede Race
| rang   | schaatser           | tijd  | punten |
| ------ | ------------------- | ----- | ------ |
| Goud   | Joji Kato           | 34,98 | 100    |
| Zilver | Jan Smeekens        | 35,02 | 80     |
| Brons  | Lee Kang-Seok       | 35,13 | 70     |
| 4      | Mika Poutala        | 35,15 | 60     |
| 5      | Tucker Fredricks    | 35,24 | 50     |
| 6      | Ronald Mulder       | 35,25 | 45     |
| 7      | Jamie Gregg         | 35,27 | 40     |
| 8      | Keiichiro Nagashima | 35,29 | 36     |
| 9      | Yuya Oikawa         | 35,30 | 32     |
| 10     | Zhongqi Zhang       | 35,33 | 28     |
|        |                     |       |        |
| 18     | Stefan Groothuis    | 35,70 | 8      |
|        |                     |       |        |
| B7     | Michel Mulder       | 35,81 | 4      |
| B10    | Mark Tuitert        | 35,87 | 0      |

### Calgary

#### Eerste Race
| rang   | schaatser           | tijd     | punten |
| ------ | ------------------- | -------- | ------ |
| Goud   | Mika Poutala        | 34,38    | 100    |
| Zilver | Joji Kato           | 34,45    | 80     |
| Brons  | Jamie Gregg         | 34,45    | 70     |
| 4      | Yuya Oikawa         | 34,47    | 60     |
| 5      | Kyou-Hyuk Lee       | 34,50    | 50     |
| 6      | Ronald Mulder       | 34,52    | 45     |
| 7      | Keiichiro Nagashima | 34,55    | 40     |
| 8      | Joon Mun            | 34,59    | 36     |
| 9      | Tucker Fredricks    | 34,65    | 32     |
| 10     | Kang-Seok Lee       | 34,66    | 28     |
|        |                     |          |        |
| 14     | Jan Smeekens        | 34,85    | 16     |
|        |                     |          |        |
| B6     | Simon Kuipers       | 35,01(4) | 6      |
| B11    | Stefan Groothuis    | 35,28    | 0      |
| B38    | Jan Bos             | 1.05,57  | 0      |

#### Tweede Race
| rang   | schaatser        | tijd     | punten |
| ------ | ---------------- | -------- | ------ |
| Goud   | Kyou-Hyuk Lee    | 34,28    | 100    |
| Zilver | Mika Poutala     | 34,38    | 80     |
| Brons  | Tucker Fredricks | 34,50    | 70     |
| 4      | Joji Kato        | 34,52(0) | 60     |
| 5      | Mo Tae-Bum       | 34,52(7) | 50     |
| 6      | Lee Kang-Seok    | 34,56    | 45     |
| 7      | Yuya Oikawa      | 34,71    | 40     |
| 8      | Ronald Mulder    | 34,77    | 36     |
| 9      | Jan Smeekens     | 34,78(4) | 32     |
| 10     | Zhongqi Zhang    | 34,78(6) | 28     |
|        |                  |          |        |
| B5     | Simon Kuipers    | 35,03    | 8      |
| B9     | Jan Bos          | 35,29    | 1      |
| B35    | Stefan Groothuis | DNF      | 0      |

### Salt Lake City

#### Eerste Race
| rang   | schaatser           | tijd  | punten |
| ------ | ------------------- | ----- | ------ |
| Goud   | Kyou-Hyuk Lee       | 34,26 | 100    |
| Zilver | Yuya Oikawa         | 34,27 | 80     |
| Brons  | Mika Poutala        | 34,31 | 70     |
| 4      | Kang-Seok Lee       | 34,42 | 60     |
| 5      | Tucker Fredricks    | 34,43 | 50     |
| 6      | Keiichiro Nagashima | 34,45 | 45     |
| 7      | Mo Tae-Bum          | 34,48 | 40     |
| 8      | Joji Kato           | 34,54 | 36     |
| 9      | Jamie Gregg         | 34,56 | 32     |
| 10     | Akio Ota            | 34,75 | 28     |
|        |                     |       |        |
| B12    | Jan Bos             | 35,43 | 0      |
| B31    | Lars Elgersma       | DNS   | 0      |
| B31    | Pim Schipper        | DNS   | 0      |
| B31    | Beorn Nijenhuis     | DNS   | 0      |

#### Tweede Race
| rang   | schaatser           | tijd  | punten |
| ------ | ------------------- | ----- | ------ |
| Goud   | Kyou-Hyuk Lee       | 34,26 | 100    |
| Zilver | Lee Kang-Seok       | 34,28 | 80     |
| Brons  | Tucker Fredricks    | 34,35 | 70     |
| 4      | Jamie Gregg         | 34,36 | 60     |
| 5      | Keiichiro Nagashima | 34,38 | 50     |
| 6      | Yuya Oikawa         | 34,48 | 45     |
| 7      | Fengtong Yu         | 34,50 | 40     |
| 8      | Mika Poutala        | 34,52 | 36     |
| 9      | Mo Tae-Bum          | 34,56 | 32     |
| 10     | Ronald Mulder       | 34,60 | 28     |
|        |                     |       |        |
| B15    | Lars Elgersma       | 35,62 | 0      |
| B17    | Jan Bos             | 35,71 | 0      |
| B31    | Pim Schipper        | DNS   | 0      |

### Erfurt

#### Eerste Race
| rang   | schaatser        | tijd     | punten |
| ------ | ---------------- | -------- | ------ |
| Goud   | Jan Smeekens     | 34,97    | 100    |
| Zilver | Yuya Oikawa      | 35,10    | 80     |
| Brons  | Ronald Mulder    | 35,25    | 70     |
| 4      | Tucker Fredricks | 35,38    | 60     |
| 5      | Mika Poutala     | 35,41    | 50     |
| 6      | Ryohei Haga      | 35,48    | 45     |
| 7      | Dmitry Lobkov    | 35,55    | 40     |
| 8      | Akio Ota         | 35,57    | 36     |
| 9      | Jamie Gregg      | 35,59    | 32     |
| 10     | Simon Kuipers    | 35,62    | 28     |
|        |                  |          |        |
| 13     | Mark Tuitert     | 35,73(7) | 18     |
| 14     | Stefan Groothuis | 35,78    | 16     |

#### Tweede Race
| rang   | schaatser        | tijd     | punten |
| ------ | ---------------- | -------- | ------ |
| Goud   | Jan Smeekens     | 35,20    | 100    |
| Zilver | Yuya Oikawa      | 35,21    | 80     |
| Brons  | Mika Poutala     | 35,22(8) | 70     |
| Brons  | Dmitry Lobkov    | 35,22(8) | 70     |
| 5      | Tucker Fredricks | 35,34    | 50     |
| 6      | Akio Ota         | 35,37    | 45     |
| 7      | Simon Kuipers    | 35,50    | 40     |
| 8      | Stefan Groothuis | 35,53    | 36     |
| 9      | Ryohei Haga      | 35,54    | 32     |
| 10     | Ermanno Ioriatti | 35,68    | 28     |
|        |                  |          |        |
| 14     | Mark Tuitert     | 35,88    | 16     |
| 19     | Ronald Mulder    | 1.20,47  | 6      |

### Heerenveen

#### Eerste Race
| rang   | schaatser         | tijd     | punten |
| ------ | ----------------- | -------- | ------ |
| Goud   | Jan Smeekens      | 34,99    | 150    |
| Zilver | Tucker Fredricks  | 35,01    | 120    |
| Brons  | Ronald Mulder     | 35,24    | 105    |
| 4      | Dmitry Lobkov     | 35,25    | 90     |
| 5      | Ryohei Haga       | 35,28    | 75     |
| 6      | Akio Ota          | 35,39    | 45     |
| 7      | Jamie Gregg       | 35,43    | 40     |
| 8      | Mika Poutala      | 35,49    | 36     |
| 9      | Maciej Ustynowicz | 35,66    | 32     |
| 10     | Nico Ihle         | 35,73(4) | 28     |

#### Tweede Race
| rang   | schaatser        | tijd     | punten |
| ------ | ---------------- | -------- | ------ |
| Goud   | Jan Smeekens     | 35,05    | 150    |
| Zilver | Ronald Mulder    | 35,19    | 120    |
| Brons  | Akio Ota         | 35,35    | 105    |
| 4      | Tucker Fredricks | 35,44    | 90     |
| 5      | Yuya Oikawa      | 35,45    | 75     |
| 6      | Mika Poutala     | 35,46    | 45     |
| 7      | Nico Ihle        | 35,63    | 40     |
| 8      | Dmitry Lobkov    | 35,65    | 36     |
| 9      | Jamie Gregg      | 35,76    | 32     |
| 10     | Samuel Schwarz   | 35,78(3) | 28     |
| 10     | Ryohei Haga      | 35,78(3) | 28     |

1985/1986 · 
1986/1987 · 
1987/1988 · 
1988/1989 · 
1989/1990 · 
1990/1991 · 
1991/1992 · 
1992/1993 · 
1993/1994 · 
1994/1995 · 
1995/1996 · 
1996/1997 · 
1997/1998 · 
1998/1999 · 
1999/2000 · 
2000/2001 · 
2001/2002 · 
2002/2003 · 
2003/2004 · 
2004/2005 · 
2005/2006 · 
2006/2007 · 
2007/2008 · 
2008/2009 · 
2009/2010 · 
2010/2011 · 
2011/2012 · 
2012/2013 · 
2013/2014 · 
2014/2015 · 
2015/2016 · 
2016/2017 · 
2017/2018 · 
2018/2019 · 
2019/2020 · 
2020/2021 · 
2021/2022 · 
2022/2023 · 
2023/2024 · 
2024/2025